# Notiopambolus depressicauda
Notiopambolus depressicauda är en stekelart som beskrevs av Van Achterberg och Donald L.J. Quicke 1990. Notiopambolus depressicauda ingår i släktet Notiopambolus och familjen bracksteklar. Inga underarter finns listade i Catalogue of Life.